# Ngulu (peuple)
Pour les articles homonymes, voir Ngulu.
Les Ngulu sont un peuple bantou d'Afrique australe établi à l'est de la Tanzanie. Ils sont proches des Zaramos.

## Ethnonymie
Selon les sources, on observe plusieurs variantes : Geja, Kingulu, Ngula, Ngulus, Nguru, Nguu, Wanguru, Wayomba.

## Langue
Leur langue est le ngulu, une langue bantoue dont le nombre de locuteurs était estimé à 132 000 en 1987. Le swahili est également employé comme langue véhiculaire.